# Аврикур (Мерт и Мозел)
Аврикур (фр. Avricourt) насеље је и општина у североисточној Француској у региону Лорена, у департману Мерт и Мозел која припада префектури Линевил.
По подацима из 2011. године у општини је живело 407 становника, а густина насељености је износила 180,89 становника/km². Општина се простире на површини од 2,25 km². Налази се на средњој надморској висини од 310 метара (максималној 336 m, а минималној 277 m).

## Демографија
| 1962. | 1968. | 1975. | 1982. | 1990. | 1999. | 2011. |
| ----- | ----- | ----- | ----- | ----- | ----- | ----- |
| 557   | 565   | 531   | 543   | 524   | 442   | 407   |

График промене броја становника у току последњих година